# Гейчайський район
Гейчайський район (азерб. Göyçay, до 11.08.1991 року — Геокчайський район) — адміністративна одиниця в центрі Азербайджану. Адміністративний центр місто Гейчай.

## Географія
Район розташований у центрі Азербайджанської Республіки, на півночі Ширванської рівнини, біля підніжжя гір Великого Кавказу. Район, простягшись з півночі на південь на 25 км, а зі сходу на захід 40 км, охоплює площу 736 квадратних кілометрів. Район поділяється на 2 геологічні частини — гірську і низинну. До гірської частини належить хребет Боздаг Гарамар'ям, а до низинної — решта території. Геологічна структура території відноситься до третього[прояснити] періоду кайнозойської ери, а низовинна територія відноситься до четвертого[прояснити] періоду тієї ж ери. Деякі території області покриті сучасними відкладеннями. Всю поверхню території району покривають глина, глинисті землі, піски, товщиною 10-15 см. Клімат Гейчайського району належить до типу сухих помірно-теплих напівпустель і сухих субтропіків. Цей клімат характеризується слабкою вологістю, помірною зимою і сухим спекотним літом. Середньорічна кількість опадів на рік 400—600 мм.
По території району проходять річка Гейчай і канал Юхари Ширван. У покритті рослинами широке місце займають лучні форми. В гірській частині є зарості чагарників. Тваринний світ не дуже багатий.

### Клімат
Географічне положення регіону вплинуло на клімат Гейчайського району, оскільки його територія розташована у напівпустельних і гірських районах. Через перераховані вище географічні умови, клімат регіону має своєрідну характеристику. На території району переважає м'який жаркий напівпосушливий і сухий субтропічний клімат. Цей тип клімату характеризується м'якою і вологою зимою та сухим і теплим літом. У Гейчайському районі клімат можна розділити на 2 категорії: перша включає території, розташовані в південній частині району, а друга — села, розташовані біля підніжжя Великого Кавказу. Через помірні і вологі умови повітря в північних передгір'ях (гірська частина), а також у східній, теплішій частині, район володіє значним потенціалом для сільського господарства. Інша частина району холодна взимку і влітку жарка, що спричиняє потребу в зрошенні.

### Гідрографія
Річкова мережа в Гейчайському районі протікає від Великого Кавказу до Кура-Араксинської низовини. Внутрішні води району належать до гідрологічного басейну Ширванської рівнини. Річки живляться снігом, дощем і ґрунтовими водами. Основною річкою в районі є річка Гейчай, яка належить до басейну південних схилів гір Великого Кавказу, а також Кура. Вона на Ширванській рівнині вважається транзитною річкою. Загальна протяжність річки Гейчай становить 115 км, а площа водозбору 1770 км2. Середня витрата води в річці біля міста Гейчай становить 12,5 м3/с, максимальна — 70 м3/с. Річка Гейчай живиться на 12 % снігом, 28 % опадами і 60 % підземними водами. Середньорічне споживання води в річці становить 12 м3/с, з яких 30-35 % припадає на весну, 20-25 % на літо, 18-22 % на осінь і 15-17 % на зиму. Водосховище Ноургишлаг, побудоване в Ґабалинському районі, подає воду в річку влітку, коли зменшується її стік. Друга довга річка в районі — Арван. Річка Арван витікає з гори Арван, розташованої за 12 км від міста. Це в минулому часто викликало повені навесні. Щоб запобігти цьому, між 1972 і 1980 роками побудовано греблю, і напрям руху води змінився в бік річки Гейчай. Річка Арван висихає в спекотні місяці року. Річка Шиліан — ще одна річка в регіоні, яка є відгалуженням річки Гейчай.

## Історія
За деякими історичними відомостями першими жителями міста було населення Гараманського беклярбекства, що переселялося з Туреччини в XV столітті (село Гараман).
У XVIII—XIX ст. сюди евакуювали постраждалих від землетрусу в Шамахах, тому заселення місцевості почало розширюватися.
Спираючись на адміністративні перетворення Царського уряду на Кавказі, 1867 року в складі Бакинської Губернії утворено Геокчайський повіт. Селище Геокчай від 1916 року названо містом. У зв'язку з районуванням Азербайджану, 1930 року створено Геокчайський район.

## Економіка
Економіка Гейчайського району базується на галузевому сільському господарстві, споживчому ринку, транспорті та зв'язку. Загальна вартість товарів, вироблених різними підприємствами, організаціями і приватними особами, які діють в області, за статистикою 2016 року склала близько 248331,0 тис. манатів. Частка промисловості в економіці становила 32077,6 тис. манатів або 12,9 % від загального обсягу випуску продукції, 88641,4 тис. манатів або 35,7 % у сільському господарстві, 27019,9 тис. манатів або 10,9 % у будівництві, 4719,9 тис. манатів або 1,9 відсотка у сфері транспорту, 805,2 тис. манатів або 0,3 % у сфері зв'язку, 95067,0 тис. манатів або 38,3 відсотка у сфері торгівлі та послуг. Район також відомий своєю виноробною промисловістю, яка почала швидко зростати у 1970-х роках. Протягом 1970-1980-х років побудовано завод з переробки граната, бавовняний завод, завод з виробництва молока, хлібопекарський завод, заводи з переробки виноградної продукції. Важливим економічним сектором району є сільське господарство. Цей сектор заснований на вирощуванні зернових, скотарстві, шовківництві, виноградарстві та плодівництві.

### Промисловість
Промисловість району представлена переважно продуктами харчування, неметалевими мінеральними продуктами, електроенергією, газом та водою. Регіон володіє великим потенціалом для виробництва винограду і коньяку завдяки розвитку продуктивності виноградарства. 2016 року загальний обсяг виробництва промисловими підприємствами району, а також місцевими приватними фірмами склав близько 32077,6 тис. манатів за фактичними цінами, а обсяг промислового виробництва зріс на 26,9 % порівняно з 2015 роком. Частка в загальному обсязі промислового виробництва становила 17 %. державний сектор і 83,0 % у недержавному секторі відповідно.
|                                                                                           | 2010  | 2012  | 2013  | 2014   | 2015  | 2016  |
| Всього діє підприємств, од.                                                               | 28    | 24    | 23    | 23     | 28    | 29    |
| Промисловий продукт (фактична ціна відповідного року), тис. AZN                           | 15844 | 17816 | 25720 | 31966  | 21026 | 34321 |
| Промисловий продукт, відносно попереднього року, %                                        | 91,5  | 83,3  | 178,5 | 140,0  | 53,1  | 222,8 |
| Частка приватного сектора в промисловому продукті, %                                      | 72,9  | 71,1  | 81,6  | 85,4   | 78,5  | 84,1  |
| Ціна готової продукції, що залишається в запасах на кінець періоду, тис. AZN              | 3594  | 2798  | 5273  | 9351   | 4776  | 4770  |
| Середньооблікова чисельність працівників — всього                                         | 892   | 1077  | 1199  | 1177   | 888   | 1004  |
| Середньомісячна заробітна плата працівників, манат                                        | 262,9 | 321,0 | 362,4 | 364,5  | 357,7 | 354,8 |
| Наявність основних виробничих і виробничих активів (на кінець року, на балансі), тис. AZN | 45229 | 40016 | 46831 | 49304  | 50353 | 51620 |
| Виробництво основних видів продукції в натуральному вираженні:                            |       |       |       |        |       |       |
| Алкоголь, тисяч декалітрів                                                                | 130,4 | -     | 100,0 | 254,8  | 59,1  | 509,5 |
| Молоко з жирністю 1-3 %, тонн                                                             | 492   | 506   | 445,4 | 454,6  | 270,1 | 295,7 |
| Хліб, тонн                                                                                | 433,6 | 899,4 | 889,1 | 1024   | 977,2 | 278,8 |
| Асфальт, тонн                                                                             | 41262 | 26378 | 69615 | 104331 | 44701 | 18991 |
| Цегла будівельна, тис. куб.                                                               | 25,3  | 11,7  | 14,1  | 17,9   | 20,3  | 12,1  |
| Гравій, щебінь, річковий камінь, тис. тонн                                                | 16,5  | 5,6   | 7,4   | 8,1    | 9,6   | 5,0   |
| Соки, тисяч декалітрів                                                                    | 224,8 | 107,7 | 256,4 | 122,7  | 115,9 | 192,7 |

### Сільське господарство
Основними сільськогосподарськими продуктами регіону є зерно, фрукти, овочі й молочні продукти тваринництва. Картопля, дині й виноград також вирощують на місцевих фермах. Фактична вартість валової продукції сільського господарства в 2016 році склала 88641,4 тис. манатів, з яких 43553,2 тис. манатів припало на тваринництво і 45088,2 тис. манатів — на плодоовочеву продукцію. За перше півріччя 2016 року в місцевих господарствах було вироблено 37067 тонн зерна, 548 тонн кукурудзи, 1871 тонни картоплі, 19018 тонн овочів, 619 тонн дині, 61779 тонн фруктів і ягід та 502 тонн винограду. Крім того, з метою збільшення частки сільського господарства у районі, посаджено 42,34 га нових садів. 2016 року в районі зібрано 151 тонну бавовни. Статистика на 1 січня 2017 року показала, що поголів'я худоби в районі було приблизно таким: велика рогата худоба — 38047, з яких 19566 корів і верблюдів; 57019 овець і кіз. 51,4 відсотка від загального поголів'я худоби становили корови і буйволи. 2017 року в Гейчайському районі посіяно 7543 га пшениці і 7074 га ячменю (всього 14617 га).

### Транспорт
2016 року перевезено 893 тисячі тонн вантажу і 13697 тисяч пасажирів. Порівняно з 2015 роком перевезено на 25 тисяч тонн або на 2,9 % більше вантажів і на 514 тисяч осіб або на 3,9 % більше пасажирів.

## Фестивалі
Гейчайський гранатовий фестиваль вважається основною подією, яка щорічно проводиться в місті Гейчай в Азербайджані, починаючи з 3 листопада 2006 року Міністерством культури і туризму Азербайджанської Республіки і Виконавчою владою Гейчайського району. Захід включає ярмарок та виставку азербайджанської фруктової кухні, на якій представлені різні сорти гранатів, а також багато видів гранатових продуктів, вироблених на місцевих підприємствах. Невід'ємною частиною фестивалю став парад, який включає традиційні азербайджанські танці та азербайджанську музику. Проводяться змагання, такі як найбільший гранат або гранатовий конкурс. Фестиваль зазвичай проходить восени (переважно в жовтні).

## Політичний устрій
Керівником Гейчайського району є Голова виконавчої влади. Голови виконавчої влади:
- Ісмайлов Назім Мехті огли — до 7 липня 2006[9]
- Агаєв Мубаріз Алі огли — від 7 липня 2006 до 14 грудня 2007[10]
- Мамедов Мансур Гамза огли — від 14 грудня 2007
- Адигезалов Бейбала Магомед-Солтан огли

## Адміністративний устрій
У Геокчайськом районі знаходиться 41 муніципалітет. Вони охоплюють території 1 міста і 40 сіл.